# Dara Howell
Dara Howell, född den 23 augusti 1994 i Huntsville, Kanada, är en kanadensisk freestyleåkare.
Hon tog OS-guld i damernas slopestyle i samband med de olympiska freestyletävlingarna 2014 i Sotji.